# Josef Svozil (národní socialista)
Josef Svozil (19. dubna 1873 Senička – 28. března 1949 Praha) byl český a československý novinář a politik, původně římskokatolický kněz, který vystoupil z církve, následně člen Moravské strany pokrokové, později přestoupil k národním sociálům, meziválečný poslanec Revolučního národního shromáždění za Československou stranu socialistickou.

## Biografie
Původně byl katolickým knězem. V letech 1895–1896 byl předsedou Olomoucké literární jednoty bohoslovecké. Náležel tehdy mezi stoupence katolické moderny. Pak církev opustil. Publikoval politické a proticírkevní spisy. V letech 1906–1907 spolupracoval se Stanislavem Kostkou Neumannem.
Politicky aktivní byl již za Rakouska-Uherska. Koncem 19. století patřil mezi mladé aktivisty zapojené do hnutí pokrokářů na Moravě. V rámci tohoto hnutí tvořil brněnskou frakci, která byla vstřícná vůči sociálně demokratické straně a nezavrhla ji ani poté, co její poslanci na Říšské radě pronesli své protistátoprávní prohlášení. Před volbami na Moravský zemský sněm roku 1906 se angažoval v spojování jednotlivých pokrokářských skupin, čímž mohla vzniknout Moravská strana pokroková. Zasedal v komisi, která připravovala její program. Od roku 1906 také vydával list Moravský kraj, který aspiroval na to být hlavním tiskovým orgánem moravských pokrokářů. Ve volbách do Říšské rady roku 1907 se stal poslancem Říšské rady (celostátní parlament), kam byl zvolen za český okrsek Morava 21 (uváděn jako redaktor). Usedl do poslanecké frakce Český klub. Ve vídeňském parlamentu setrval do konce funkčního období sněmovny, tedy do roku 1911. Ještě před volbami do Říšské rady roku 1911 přešel k národním sociálům.
Od roku 1912 byl členem první redakce listu České slovo. Patřil mezi spolupracovníky Václava Klofáče. Po vypuknutí světové války se od podzimu 1914 zapojil do odbojové činnosti ve skupině okolo Václava Choce. Odmítal prorakouský aktivismus tehdejšího stranického vedení. Od léta roku 1917 spolupracoval s Jiřím Stříbrným.
Po roce 1918 zasedal v Revolučním národním shromáždění za Československou stranu socialistickou (dříve národní sociálové, pozdější národní socialisté). Byl profesí redaktorem.
Po roce 1918 zastával funkci místopředsedy Pozemkového úřadu.